# Detritos (geología)
Los detritos son partículas de roca derivadas de rocas preexistentes a través de la meteorización y la erosión.Un fragmento de detrito se llama clasto.Las partículas detríticas pueden consistir en fragmentos líticos (partículas de roca reconocible) o en fragmentos monominerálicos (granos minerales). Estas partículas forman sedimentos mediante su deposición natural en lechos fluviales, lagos u océanos, este proceso se conoce como sedimentación. Tras ello, el proceso diagenético transforma los sedimentos mediante cementación y litificación en rocas como la arenisca. Estas rocas, a su vez, pueden ser erosionadas nuevamente para formar una segunda generación de sedimentos. Los granos detríticos se erosionan a diferentes velocidades, según la serie de disolución de Goldich, que muestra que los minerales de cristalización temprana son menos estables en la superficie de la Tierra, que los minerales de cristalización tardía. Otros sedimentos, como las arcillas, no son detritos porque son producto de la meteorización química de los feldespatos.